# Bolesław Gepner

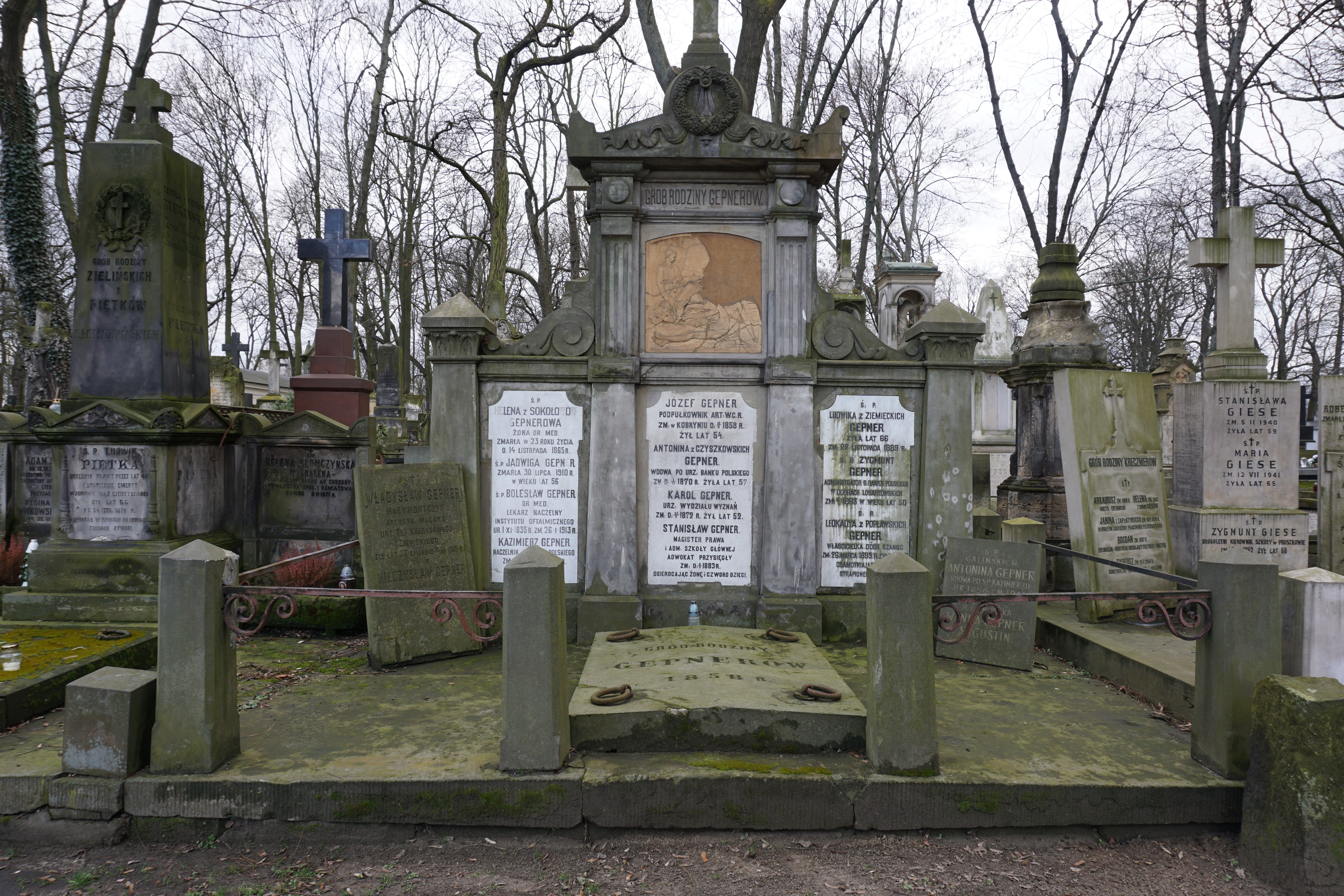
Grób Bolesława Gepnera na cmentarzu Powązkowskim

Bolesław Gepner (ur. 1 listopada 1835 w Warszawie, zm. 26 stycznia 1913 tamże) – lekarz, ordynator i lekarz naczelny Instytutu Oftalmicznego w Warszawie.

## Życiorys
Syn Ignacego Gepnera i Antoniny Czyszkowskiej. Po ukończeniu gimnazjum realnego w Warszawie w latach 1853–1858 studiował na Akademii Medyko-Chirurgicznej w Petersburgu. W 1859 roku otrzymał tytuł doktora medycyny w Warszawie. W 1861 roku został ordynatorem w Instytucie Oftalmicznym im. ks. Edwarda Lubomirskiego w Warszawie i pełnił tę funkcję do 1864 roku. W latach 1865–1867 pracował w klinice Graefego w Berlinie. Po powrocie w 1878 roku ponownie pełnił funkcję ordynatora w Instytucie, a od 1890 (po śmierci prof. Szokalskiego) został lekarzem naczelnym.
Pełnił również funkcję lekarza okulisty dla pracowników drogi żelaznej petersburskiej, terespolskiej i warszawsko-wiedeńskiej.
W latach 1882–1884 był wiceprezesem, a w latach 1885–1888 i 1897–1899 prezesem Towarzystwa Lekarskiego Warszawskiego. Był członkiem honorowym Towarzystwa Przyjaciół Nauk w Poznaniu oraz członkiem korespondentem Towarzystwa Lekarzy w Wiedniu.
Mąż Heleny Józefy Sokół. Ojciec Bolesława Ryszarda Gepnera i stryj Tadeusza Gepnera; stryjeczny wnuk Leopolda Goeppnera.
Spoczywa na cmentarzu Powązkowskim w Warszawie (kwatera 157, rząd 1, grób 6).